# Serguey Torres
Serguey Torres Madrigal (* 20. Januar 1987 in Sancti Spíritus) ist ein kubanischer Kanute.

## Karriere
Serguey Torres gewann seine ersten internationalen Medaillen bei den Weltmeisterschaften 2005 in Zagreb. Mit Karel Aguilar sicherte er sich im Zweier-Canadier über 200 Meter und über 500 Meter jeweils die Bronzemedaille, über 1000 Meter gewannen sie Silber. 2007 wiederholten sie in Duisburg bei den Weltmeisterschaften ihren zweiten Platz auf der 1000-Meter-Strecke. Seine nächste WM-Medaille folgte erst 2014 in Moskau, als er mit Rolexis Báez über 200 Meter den dritten Platz belegte. Mit Fernando Jorge wurde Torres 2017 in Račice u Štětí, 2018 in Montemor-o-Velho und 2019 in Szeged weitere drei Male Vizeweltmeister auf der 1000-Meter-Distanz und erreichte mit ihm 2021 in Kopenhagen Rang drei. Darüber hinaus belegte Torres 2017 im Einer-Canadier über 5000 Meter ebenfalls den zweiten Platz. 2022 wurde er in Dartmouth im Einer-Canadier über 5000 Meter Vizeweltmeister.
Sehr erfolgreich war Torres bei den Zentralamerika- und Karibikspielen sowie den Panamerikanischen Spielen. Bei den Zentralamerika- und Karibikspielen 2006 in Cartagena gewann er Silber auf der 1000-Meter-Strecke im Einer-Canadier sowie im Zweier-Canadier über 500 und 1000 Meter jeweils Gold. Zwei Goldmedaillen folgten bei den Zentralamerika- und Karibikspielen 2014 in Veracruz auf der 1000-Meter-Strecke im Einer- und im Zweier-Canadier. Vier Jahre darauf folgte im Zweier-Canadier über 1000 Meter in Barranquilla eine weitere Goldmedaille. Gleich zwei Goldmedaille sicherte sich Torres bei den Panamerikanischen Spielen 2007 in Rio de Janeiro im Zweier-Canadier. Mit Karel Aguilar wurde er sowohl über 500 als auch über 1000 Meter Erster. Auf der 1000-Meter-Distanz folgten im Zweier-Canadier jeweils eine Goldmedaille bei den Spielen 2011 in Guadalajara mit Karel Aguilar und 2019 in Lima mit Fernando Jorge sowie eine Bronzemedaille bei den Spielen 2015 in Toronto mit José Carlos Bulnes.
Insgesamt viermal nahm Torres im Zweier-Canadier an Olympischen Spielen teil. Bei seinem Olympiadebüt 2008 in Peking startete er mit Karel Aguilar in zwei Wettbewerben. Über 1000 Meter erreichten die beiden den Endlauf, kamen dort aber nicht über den neunten und damit letzten Platz hinaus. Auf der 500-Meter-Strecke belegten sie im Halbfinale Rang fünf und verpassten damit das Finale. Vier Jahre darauf in London belegte er mit José Carlos Bulnes über 1000 Meter zunächst im Vorlauf nur Rang fünf, dank eines dritten Platzes in ihrem Halbfinallauf zogen sie aber noch in den Endlauf ein. Diesen beendeten sie auf dem sechsten Platz, knapp sechs Sekunden hinter den Medaillenplätzen. 2016 war Fernando Jorge Torres’ Partner in Rio de Janeiro auf der 1000-Meter-Distanz. Nach einem zweiten Platz im Vorlauf gewannen sie ihr Halbfinale und belegten im Finale Rang sechs. Bei den 2021 ausgetragenen Olympischen Spielen 2020 in Tokio waren Torres und Jorge deutlich erfolgreicher. Sie zogen nach zweiten Plätzen im Vorlauf und im Halbfinale in den Finallauf ein und beendeten diesen in 3:25,198 Minuten vor den Chinesen Liu Hao und Zheng Pengfei sowie den Deutschen Sebastian Brendel und Tim Hecker auf dem ersten Platz und wurden damit Olympiasieger.